# La bambola di pezza
La bambola di pezza (Picture Mommy Dead) è un film del 1966 diretto da Bert I. Gordon.
È un film horror thriller statunitense con Don Ameche, Martha Hyer e Susan Gordon.

## Trama
Una ragazza, Susan, viene chiusa in manicomio dopo che ha visto morire sua madre Jessica dilaniata dalle fiamme di un incendio. Dopo tre anni, Susan viene rilasciata e ritorna ad abitare con il ricco padre Edward nella sua tenuta che ora condivide con un'altra donna, Francene, l'ex badante. Quest'ultima trama in realtà alle spalle di Edward perché è interessante unicamente all'eredità dell'uomo che verrebbe affidata unicamente a lei solo quando la ragazza sarà dichiarata in via ufficiale insana di mente.
Francene tenta quindi di convincere Edward a riportare la figlia all'ospedale psichiatrico, invano. Progetta quindi con il suo amante Anthony il furto di una preziosa collana posseduta dalla ragazzina. Intanto Susan comincia a ricordare le circostanze nelle quali la madre aveva perso la vita e nella sua crescente instabilità mentale comincia a credere nel ritorno dello spirito della defunta.

## Produzione
Il film, diretto da Bert I. Gordon su una sceneggiatura di Robert Sherman, fu prodotto dallo stesso Gordon tramite la Bert I. Gordon Productions e girato nella Greystone Park & Mansion, a Beverly Hills, California.

## Distribuzione
Il film fu distribuito con il titolo Picture Mommy Dead negli Stati Uniti dal settembre 1966 dalla Embassy Pictures Corporation.
Altre distribuzioni:
- negli Stati Uniti il 2 novembre 1966 (New York)
- in Germania Ovest il 23 luglio 1970 (Das Kabinett der blutigen Hände)
- in Austria nell'agosto del 1970 (Das Kabinett der blutigen Hände)
- in Grecia (Kravgi thanatou)
- in Spagna (La muñeca de trapo)
- in Italia (La bambola di pezza)

## Critica
Secondo il Morandini il film è un "thriller di maniera" che all'inizio dà l'impressione di giocare sul psicologico ma che invece risulta più orrorifico di quanto sembri.

## Promozione
Le tagline sono:
- "Through a Child's Eyes You Will See Torment... Murder... And Flaming Passion!".
- "An Inferno of Terror!".
- "See terror catch fire!".
- "who hated Jessica enough to kill her "that" way?".